# 南次郎
南次郎（みなみ じろう，1874年8月10日—1955年12月5日），生于日本大分县一个没落的武士家庭，日本帝国时代的陆军大将，二战甲级战犯。九一八事变策畫者，战后被判处无期徒刑，1955年病死。

## 生平
1885年，南次郎被寄养在东京的叔叔（其时为日本陆军少尉）家。先后就学于日本陸軍幼年學校、日本陆军士官学校（1894年毕业）、日本陆军大学，成为日本陆军的中级军官。
积极策划参加了日本初期侵略朝鲜和中国的各项事变和军事行动：九一八事变、组建“满洲国”傀儡政权、制造华北“自治”……等，導致日本後來走向戰爭。
1927年南次郎作为陆军副参谋长，参加了田中义一组织的“東方會議”，参与了会议纲领的讨论并参与制定《对华政策纲领》和《帝国对满蒙之积极根本方针》等，以大東亞共榮圈的理想為號召，實質目的是符合當時新帝國主義的侵略纲领，日后成为纲领的主要执行者之一。
1931年4月，南次郎作为陆军大将出任若槻禮次郎内阁的陆相。
1931年6月，南次郎把“中村事件”（日本军事间谍中村震太郎等在中国东北兴安岭附近进行间谍侦查，被东北军抓获，事后又逃跑的事件）编造成“中国军队杀死日本‘农学博士’”，煽动日本国内舆论的复仇情绪，称这是“全日本的事件”，“非彻底地干净地解决不可”，企图借此占领东三省。但日军大本营认为“国内外形势尚不成熟”，应该再“隐忍自重一年”。
当时，昭和天皇命令南次郎去制止关东军不听从大本营的擅自行动，但他借机透露消息给日军参谋本部，参谋本部支持关东军的侵略冒险的人立即给策划“中村事件”的主谋板垣征四郎和石原莞尔连发三封密电，让他们建川到达中国东北“制止”之前做成既成事实。因而关东军原定于9月28日发动的阴谋事变，提前到了9月18日，即震惊中外的九一八事变。南次郎在内阁会议上为关东军制造的既成事实极力粉饰，说成是“行使正当自卫权”，并背着天皇暗中鼓动关东军扩大事态，以便迅速攻占中国东北全境，并在未经天皇和内阁批准的情况下，擅自命令日本驻朝鲜军司令官大将林铣十郎派兵过鸭绿江，奔赴沈阳支援关东军。使得日佔東北建立滿州國成為既成事實。

## 战争罪行审判
1945年11月19日，盟军占领军司令部签发对南次郎的逮捕令：
南次郎大将，1931年，满洲事变时任陆军大臣，1936年至1942年，作为朝鲜总督实行过暴政，1945年3月，就任大日本政治会的总裁，是日本主要军阀之一……
南次郎是第一批被逮捕的28名甲级战犯之一。1946年1月19日远东国际军事法庭成立，1948年11月12日南次郎被判无期徒刑。1954年（昭和29年）假釋出獄。
南次郎至死都顽固地坚持侵略立場，在日记中写道：“回顾我的一生，我坚信自己无罪”。

## 年譜
- 1895年（明治28年）2月 - 日本陸軍士官學校畢業（6期）。
  - 5月 - 昇進少尉。騎兵第6大隊任職。
- 1896年（明治29年）9月 - 台灣守備騎兵第3中隊任職。
- 1897年（明治30年）10月 - 昇進中尉。騎兵第6大隊任職附。
- 1899年（明治32年）11月 - 騎兵第13連隊任職。
  - 5月 - 日本陸軍士官學校學生隊任職兼教官。
- 1900年（明治33年）11月 - 昇進大尉。
- 1903年（明治36年）11月 - 日本陸軍大學校畢業（17期）。
- 1904年（明治37年）3月 - 日俄戰爭出征（～12月）。
  - 12月 - 大本營參謀。
- 1905年（明治38年）3月 - 昇進少佐。第13師團參謀。
  - 12月 - 日本陸軍大學校教官。
- 1906年（明治39年）9月 - 關東都督府陸軍參謀。
- 1910年（明治43年）2月 - 昇進中佐。
- 1912年（大正元年）12月 - 出差歐洲。
- 1914年（大正3年）1月20日 - 騎兵第13連隊長。
- 1915年（大正4年）8月10日 - 昇進大佐。
- 1917年（大正6年）8月6日 - 陸軍省軍務局騎兵課長。
- 1919年（大正8年）7月25日 - 昇進少將。中国驻屯军司令官。
- 1921年（大正10年）1月20日 - 騎兵第3旅團長。
- 1923年（大正12年）10月10日 - 日本陸軍士官學校校長。
- 1924年（大正13年）2月4日 - 昇進中将。
- 1926年（大正15年）3月2日 - 第16師團長。
- 1927年（昭和2年）3月5日 - 參謀次長。
- 1929年（昭和4年）8月1日 - 朝鮮軍司令官。
- 1930年（昭和5年）3月7日 - 昇進大將。
  - 12月22日 - 軍事參議官。
- 1931年（昭和6年）4月14日 - 第22任陸軍大臣。
- 1934年（昭和9年）12月10日 - 關東軍司令官兼駐滿州國大使。
- 1936年（昭和11年）4月22日 - 編入預備役。
  - 8月5日 - 第8任朝鮮總督。
- 1942年（昭和17年）5月29日 - 樞密顧問官。
- 1945年（昭和20年）3月 - 貴族院議員（～12月）。